# Surinaams cricketelftal (mannen)
Het Surinaams cricketelftal is het nationale cricketteam van Suriname. Het elftal maakt deel uit van de Surinaamse Cricket Bond, die sinds 2002 geaffilieerd lid en sinds 2011 geassocieerd lid is van de International Cricket Council (ICC).

## Toernooien
De eerste internationale wedstrijd werd in 2004 in Panama gespeeld tegen Belize.

### ICCWorld Cricket League
- 2009: Divisie Zeven: 6e, degradatie
- 2010: Divisie Acht: 5e, degradatie
- 2015: Divisie Zes: 1e, promotie
- 2016: Divisie Vijf: geschorst[1]

### ICC AmericasChampionship
- 2000-04: Geen deelname
- 2006: Divisie Drie: 1e, Divisie Twee: 4e
- 2008: Divisie Twee: 1e, Divisie Een: 6e
- 2010: Divisie Twee: 2e
- 2011: Twenty20, Divisie Een
- 2013: Twenty20, Divisie Een: 3e
- 2015: Twenty20, Divisie Een: 4e